# Scotophilus collinus
Scotophilus collinus — вид ссавців родини лиликових. 

## Проживання, поведінка
Країни поширення: Індонезія, Малайзія, Тимор-Леште. Існує мало інформації про екологію і середовище проживання цього виду. Імовірно, перебуває в первинному та вторинному лісі.

## Загрози та охорона
Немає серйозних загроз для цього виду по всьому ареалу. Поки не відомо, чи вид присутній в будь-якій з охоронних територій.